# بيوليو
بيوليو (بالإيطالية: Bioglio)‏ هي بلدية في مقاطعة بييلا في إقليم بييمونتي في إيطاليا.

## السكان
في سنة 1861 بلغ عدد السكان 2٬107 نسمة، وتطور العدد ليصل في سنة 2011 لـ 986 نسمة.
يظهر هذا المخطط البياني تطور النمو السكاني لـ بيوليو